# 400 meter för herrar i friidrott vid olympiska sommarspelen 1976
400 meter herrar vid olympiska sommarspelen 1976 i Montréal avgjordes 26-29 juli. 

## Medaljörer
| Gren      | Guld                      | Guld  | Silver              | Silver | Brons                | Brons |
| 400 meter | Alberto Juantorena · Kuba | 44,26 | Fred Newhouse · USA | 44,40  | Herman Frazier · USA | 44,95 |

## Resultat
- Q innebär avancemang utifrån placering i heatet.
- q innebär avancemang utifrån total placering.
- DNS innebär att personen inte startade.
- DNF innebär att personen inte fullföljde.
- DQ innebär diskvalificering.
- NR innebär nationellt rekord.
- OR innebär olympiskt rekord.
- WR innebär världsrekord.
- WJR innebär världsrekord för juniorer
- AR innebär världsdelsrekord (area record)
- PB innebär personligt rekord.
- SB innebär säsongsbästa.

### Final
- Hölls den 29 juli 1976

| Rank | Final                    | Tid   |
| ---- | ------------------------ | ----- |
|      | Alberto Juantorena (CUB) | 44,26 |
|      | Fred Newhouse (USA)      | 44,40 |
|      | Herman Frazier (USA)     | 44,95 |
| 4.   | Fons Brijdenbach (BEL)   | 45,04 |
| 5.   | Maxie Parks (USA)        | 45,24 |
| 6.   | Rick Mitchell (AUS)      | 45,40 |
| 7.   | David Jenkins (GBR)      | 45,57 |
| 8.   | Jan Werner (POL)         | 45,63 |

### Semifinaler
- Hölls den 28 juli 1976

| Rank | Heat 1                   | Tid   |
| ---- | ------------------------ | ----- |
| 1.   | Alberto Juantorena (CUB) | 45,10 |
| 2.   | Fons Brijdenbach (BEL)   | 45.28 |
| 3.   | Maxie Parks (USA)        | 45.61 |
| 4.   | Rick Mitchell (AUS)      | 45.69 |
| 5.   | Bernd Herrmann (FRG)     | 45.94 |
| 6.   | Brian Saunders (CAN)     | 46.46 |
| 7.   | Alfonso Di Guida (ITA)   | 46.50 |
| 8.   | Delmo da Silva (BRA)     | 46.69 |

| Rank | Heat 2                       | Tid   |
| ---- | ---------------------------- | ----- |
| 1.   | Fred Newhouse (USA)          | 44,89 |
| 2.   | David Jenkins (GBR)          | 45.20 |
| 3.   | Herman Frazier (USA)         | 45.24 |
| 4.   | Peter Grant (POL)            | 45.44 |
| 5.   | Jerzy Pietrzyk (POL)         | 45.65 |
| 6.   | Franz-Peter Hofmeister (FRG) | 46.05 |
| 7.   | Mike Solomon (TRI)           | 46.20 |
| 8.   | Karl Honz (FRG)              | 46.63 |

### Kvartsfinaler
- Hölls den 26 juli 1976

| Rank | Heat 1                 | Tid   |
| ---- | ---------------------- | ----- |
| 1.   | Herman Frazier (USA)   | 46,52 |
| 2.   | Fons Brijdenbach (BEL) | 46.56 |
| 3.   | Karl Honz (FRG)        | 46.94 |
| 4.   | Alfonso Di Guida (ITA) | 47.07 |
| 5.   | Ossi Karttunen (FIN)   | 47.45 |
| 6.   | Charles Joseph (AUS)   | 47.69 |
| 7.   | Alfred Daley (JAM)     | 48.46 |
| 8.   | Glenn Bogue (CAN)      | 48.98 |

| Rank | Heat 2                   | Tid   |
| ---- | ------------------------ | ----- |
| 1.   | Rick Mitchell (AUS)      | 45,76 |
| 2.   | Alberto Juantorena (CUB) | 45.92 |
| 3.   | Jerzy Pietrzyk (POL)     | 46.30 |
| 4.   | Brian Saunders (CAN)     | 46.42 |
| 5.   | Leighton Priestley (JAM) | 46.45 |
| 6.   | Mike Sands (BAH)         | 46.48 |
| 7.   | Iván Mangual (PUR)       | 46.56 |
| 8.   | Jan Werner (TRI)         | 46.61 |

| Rank | Heat 3                | Tid   |
| ---- | --------------------- | ----- |
| 1.   | Mike Solomon (TRI)    | 45,83 |
| 2.   | David Jenkins (POL)   | 45.88 |
| 3.   | Maxie Parks (USA)     | 45.99 |
| 4.   | Bernd Herrmann (FRG)  | 46.07 |
| 5.   | Markku Kukkoaho (FIN) | 46.24 |
| 6.   | Eddy Gutiérrez (CUB)  | 46.65 |
| 7.   | Glen Cohen (GBR)      | 47.67 |
| —    | Don Domansky (CAN)    | DNS   |

| Rank | Heat 4                       | Tid   |
| ---- | ---------------------------- | ----- |
| 1.   | Fred Newhouse (USA)          | 45,97 |
| 2.   | Peter Grant (GBR)            | 46.18 |
| 3.   | Franz-Peter Hofmeister (FRG) | 46.20 |
| 4.   | Delmo da Silva (BRA)         | 46.48 |
| 5.   | Jozo Alebić (YUG)            | 46.94 |
| 6.   | Zbigniew Jaremski (POL)      | 47.10 |
| 7.   | Fred Sowerby (ANT)           | 48.03 |
| 8.   | Raymond Heerenveen (AHO)     | 48.88 |

### Försöksheat
- Hölls den 26 juli 1976

| Rank | Heat 1                  | Tid   |
| ---- | ----------------------- | ----- |
| 1.   | Herman Frazier (USA)    | 46,09 |
| 2.   | Mike Sands (BAH)        | 46.52 |
| 3.   | Zbigniew Jaremski (POL) | 46.68 |
| 4.   | Jan Werner (AUS)        | 47.03 |
| 5.   | Brian Saunders (CAN)    | 47.24 |
| 6.   | Carlos Noroña (CUB)     | 48.46 |
| 7.   | Hamil Grimes (BAR)      | 49.24 |
| 8.   | Wilfrid Cyriaque (HAI)  | 51.49 |

| Rank | Heat 2                   | Tid   |
| ---- | ------------------------ | ----- |
| 1.   | Fred Newhouse (USA)      | 45,42 |
| 2.   | Rick Mitchell (AUS)      | 46.11 |
| 3.   | Jan Werner (POL)         | 46.19 |
| 4.   | Alfonso Di Guida (ITA)   | 46.52 |
| 5.   | Leighton Priestley (JAM) | 46.74 |
| 6.   | Don Domansky (CAN)       | 47.24 |
| 7.   | Errol Thurton (BIZ)      | 48.91 |
| 8.   | Ahmed Al-Assiri (KSA)    | 49.72 |

| Rank | Heat 3                  | Tid   |
| ---- | ----------------------- | ----- |
| 1.   | Maxie Parks (USA)       | 46,12 |
| 2.   | Delmo da Silva (BRA)    | 47.21 |
| 3.   | Iván Mangual (PUR)      | 47.39 |
| 4.   | Karl Honz (FRG)         | 47.47 |
| 5.   | Eddy Gutiérrez (CUB)    | 47.89 |
| 6.   | Renelda Swan (BER)      | 49.13 |
| —    | Stavros Tziortzis (GRE) | DNS   |
| —    | Tony Moore (FIJ)        | DNS   |

| Rank | Heat 4                       | Tid   |
| ---- | ---------------------------- | ----- |
| 1.   | Fons Brijdenbach (BEL)       | 46,73 |
| 2.   | Jerzy Pietrzyk (POL)         | 46.92 |
| 3.   | Franz-Peter Hofmeister (FRG) | 47.17 |
| 4.   | Ossi Karttunen (FIN)         | 47.22 |
| 5.   | Glenn Bogue (CAN)            | 47.42 |
| 6.   | Raymond Heerenveen (AHO)     | 47.44 |
| 7.   | Wavala Kali (PNG)            | 48.85 |
| 8.   | Ricardo Larios (NCA)         | 50.52 |

| Rank | Heat 5                  | Tid   |
| ---- | ----------------------- | ----- |
| 1.   | David Jenkins (GBR)     | 46,60 |
| 2.   | Bernd Herrmann (FRG)    | 46.99 |
| 3.   | Jozo Alebić (YUG)       | 47.03 |
| 4.   | Markku Kukkoaho (FIN)   | 47.67 |
| 5.   | Charles Joseph (TRI)    | 47.72 |
| 6.   | Samba Dièye (SEN)       | 47.98 |
| 7.   | Bjarni Stefánsson (ISL) | 48.34 |

| Rank | Heat 6                    | Tid   |
| ---- | ------------------------- | ----- |
| 1.   | Mike Solomon (TRI)        | 47,29 |
| 2.   | Glen Cohen (GBR)          | 47.77 |
| 3.   | Alberto Juantorena (CUB)  | 47.89 |
| 4.   | Alfred Daley (JAM)        | 48.04 |
| 5.   | Fred Sowerby (ANT)        | 48.12 |
| 6.   | Avognan Nogboun (CIV)     | 48.24 |
| 7.   | José Jesús Carvalho (POR) | 48.47 |